# Ур-Нинурта
Ур-Нинурта — царь Исина, правил приблизительно в 1924 — 1896 годах до н. э.

## Правление
Обстоятельства, при которых он взошёл на престол, до конца не ясны. В своих надписях, Ур-Нинурта называет себя «сыном [бога] Ишкура». Скорее всего он не состоял в родственных отношениях с Липит-Иштаром. Его имя полностью шумерское и резко контрастирует с аморейскими именами пяти его предшественников. Однако сам данный факт ничего не говорит нам о том, к какой этнической группе принадлежал этот человек. Жившие в Южной Месопотамии аккадцы на протяжении нескольких столетий принимали шумерские имена.
Мы очень мало знаем о двадцативосьмилетнем  правлении этого царя. Сохранилось только две современные ему надписи. Одна из которых это штамповочная надпись в 13 строк на шумерском языке на кирпичах происходящих из городов Ниппура, Исина, Урука и Пузриш-Дагана, небольшого местечка известного ныне как Тель-Дрехем, который дает его стандартную надпись, описывающие его как «Išippum священник с чистыми руками для Эриду , любимой эн-жрец Урука» и есть копия надписи, посвящённой возведению статуи царя с жертвенным козлёнком. 
Ур-Нинурта был современником Гунгунума (ок. 1933—1906 гг. до н. э.) и его преемника Абисарихи (ок. 1906—1895 гг. до н. э.), царей набирающего силу царства Ларсы. Хотя время его власти царский список называет годами изобилия, хорошего правления и сладкой жизни, но в действительности, видимо, всё было не совсем гладко. Его правление знаменует собой начало упадка в судьбе Исина и, соответственно, ростом могущества Ларсы. В связи с его воцарением царь Ларсы Гунгунум отважился принять титул «царь Шумера и Аккада». Таким образом весь юг Двуречья был для Ур-Нунурты потерян. Хотя он ещё какое то время владел Уруком (чуть выше Ларсы по Евфрату), но нет никаких данных чтобы его власть рампространялась за пределы нома Исин дальше Ниппура. Уже в 10-й год своего правления (1924/1923 год до н. э.), то есть год вступления на престол Ур-Нинурты, Гунгунум полностью распоряжался в храмах Ура. Тем не менее, Ур-Нинурта продолжал упоминать Ур в своих титулах («Пастырь из Ура»), как и его предшественники в Исинском царстве. С Гунгунумом Ур-Нинурте удалось поддержать столь добрые отношения, что он мог посылать через владения Ларсы посвятительные дары в храм уже фактически потерянного им Ура. Видимо, Ур-Нинурта хотел иметь в усилившейся Ларсе союзника. Возможно он и Гунгунум уже и были союзниками по свержению Липит-Иштара. 
Ур-Нинурта проводил большие мелиорационные работы: «Год, когда [Ур-Нинурта] восстановил от воды (болота) большие [области] полей и пашень». Также известно, что Ур-Нинурта освободил царско-храмовых людей Ниппура от долгов и недоимок по сбору-налогу (гун).
Со следующим царём Ларсы Абисарихи отношения резко обострились. Датировочная формула 9-го года Абисарихи (1898/1897 год до н. э.) гласит: «Год, когда Абисарихи разбил своим оружием армию Исина». Видно, что Ур-Нинурта потерпел от него поражение и граница Ларсы продвинулась вплотную к Ниппуру. Возможно, в этой борьбе Ур-Нинурта и погиб, так как его смерть упоминается в датировочных формулах двух царей Манабалтиэля из Киссуры и Халиума из Мананы: «Год, когда Ур-Нинурта был побеждён / был убит».
В нашем распоряжении имеется источник, составленный писцами верховного суда в Ниппуре в правление Ур-Нинурты, рассказывающий о судебном разбирательстве по делу об убийстве и весьма важный для истории права. Известно несколько копий этого текста, датированных XVIII веком до н. э. Данный факт свидетельствует о том, что в школах писцов его считали интересным с литературной точки зрения.
Согласно Царскому списку (копия P5) и Списку царей Ура и Исина Ур-Нинурта правил 28 лет.

## Список датировочных формул Ур-Нинурты
|                            | |
| 1 год 1924 / 1923 до н. э. | Год, когда Ур-Нинурта [стал] царём mu dur-dnin-urta lugal |
| a                          | Год, когда [Ур-Нинурта] ради Энлиля освободил навсегда граждан Ниппура от многочисленных бесплатных [трудовых повинностей] и от [задолженности по] налогам, которые они несли на своих шеях mu dumu nibruki den-lil2 u4-da-ri2-sze3 szu in-na-an-bar la'u3 gu2-un gu2-ba bi2-il2-la-a mu-un-du8 |
| b                          | Год, когда [Ур-Нинурта] построил стену Имгур-Энлиль («Любимый Энлилем») / Дур-имгур-Энлиль («Крепость любимая Энлилем») mu bad3 im-gur-den-lil2 mu-du3 |
| c                          | Год после года, когда [Ур-Нинурта] построил стену / крепость Имгур-Энлиль mu us2-sa bad3 im-gur-den-lil2 mu-du3 |
| d                          | Второй год после года, когда [Ур-Нинурта] построил стену / крепость Имгур-Энлиль mu us2-sa bad3 im-gur-den-lil2 mu-du3 mu us2-sa-a-bi |
| e                          | Четвертый год после года, когда [Ур-Нинурта] построил стену / крепость Имгур-Энлиль mu 4-kam bad3 im-gur-den-lil2 mu-du3 |
| f                          | Год, когда [Ур-Нинурта] сделал для Энлиля большую эмблему «Энлиль-меша» mu den-lil2-me-sza4 giszszu-nir gal den-lil2-ra mu-na-dim2 |
| g                          | Год, когда [Ур-Нинурта] восстановил от воды (болота) большие [области] полей и пашень mu a-sza3 a-gar3 gal-gal a-ta im-ta-an-e11 |
| h                          | Год после года, когда [Ур-Нинурта] восстановил от воды (болота) большие [области] полей и пашень mu us2-sa a-sza3 a-gar3 gal-gal a-ta im-ta-an-e11 |
| i                          | Второй год после года, когда [Ур-Нинурта] восстановил от воды (болота) большие [области] полей и пашень mu us2-sa a-sza3 a-gar3 gal-gal a-ta im-ta-an-e11 mu us2-sa-a-bi |
| j                          | Год, когда царь Ур-Нинурта сделал кресло из золота для бога … mu dur-dnin-urta lugal-e giszgu-za zag-be2-us2 ku3-sig17 d[] … ab? … zalag-ga-ra mu-ne-dim2 |
| k                          | Год, когда Ур-Нинурта [в] Забалам mu dur-dnin-urta zabalam |
| l                          | Год, когда царь Ур-Нинурта [установил] эн-жрицу Энлиля в Ниппуре и навечно … mu dur-dnin-urta lugal-e en-den-lil2 nibruki … …-bi da-ri2-sze3 … di-ma |
| m                          | Год после года, когда царь Ур-Нинурта [установил] эн-жрицу Энлиля в Ниппуре и навечно … mu us2-sa dur-dnin-urta lugal-e en-den-lil2 nibruki … …-bi da-ri2-sze3 … di-ma |
| n                          | Второй год после года, когда царь Ур-Нинурта [установил] эн-жрицу Энлиля в Ниппуре и навечно … mu us2-sa dur-dnin-urta lugal-e en-den-lil2 nibruki … …-bi da-ri2-sze3 … di-ma mu us2-sa-a-bi |

| I династия Исина            |                                                     |                      |
| Предшественник: Липит-Иштар | царь Исина ок. 1924 — 1896 до н. э. (правил 28 лет) | Преемник: Бур-Син II |